# Casper (filme)
Casper (br: Gasparzinho, o Fantasminha Camarada, pt: Casper) é um filme estadunidense, de gênero aventura, lançada em 1995 e dirigido por Brad Silberling baseado no personagem homônimo. O filme teve uma sequência chamada Casper Meets Wendy (1998), com Hillary Duff.

## Sinopse
Um "terapeuta de fantasmas" Dr James Harvey (Bill Pullman) chega em uma sombria mansão acompanhado de sua filha Kathleen "Kat" Harvey (Christina Ricci). Ele foi contratado pela milionária Carrigan Crittenden (Cathy Moriarthy), que pretende exorcizar os fantasmas do local para assim poder obter um tesouro escondido no casarão. Mas os fantasmas não querem a presença de "humanos", com exceção de um bom fantasma, que deseja fazer um amigo. Então "Gasparzinho" conhece Kat e ele mostra a ela uma máquina que seu pai inventara antes de morrer na tentativa de revivê-lo. 
No entanto, acidentalmente durante a trama, o pai de Kat acaba vindo a falecer e se transformando em um fantasma. "Gasparzinho" então acaba por usar a única dose da máquina que transforma fantasmas em pessoas vivas para reviver o pai de Kat, sacrificando sua única chance de voltar à vida. Com o ato bondoso de "Gasparzinho", a mãe já falecida de Kat surge como anjo e realiza o sonho de "Gasparzinho" de voltar à vida até as 22 horas. Em um ato apaixonado, "Gasparzinho", agora humano, beija Kat, se transformando em um fantasma novamente quando o seu tempo como humano finaliza.

## Elenco
- Amy Brenneman (Amelia Harvey)
- Bill Pullman (Dr. James Harvey)
- Christina Ricci (Kathleen "Kat" Harvey)
- Cathy Moriarty (Carrigan Crittenden)
- Eric Idle (Paul "Dibbs" Plutzker)
- Ben Stein (Sr. Rugg)
- Don Novello (Padre Guido Sarducci)
- Fred Rogers (Sr. Rogers)
- Chauncey Leopardi (Nicky)
- Spencer Vrooman (Andreas)
- Malachi Pearson (Gasparzinho - voz)
- Joe Nipote (Stretch - voz)
- Joe Alaskey (Stinkie - voz)
- Brad Garrett (Fatso - voz)
- Dan Aykroyd (Dr. Raymond Stantz)
- Devon Sawa (Gasparzinho - vivo)